# Cyamopsis
Cyamopsis (Cyamopsis) je nevelký rod rostlin z čeledi bobovité (Fabaceae). Zahrnuje 5 druhů jednoletých bylin, rozšířených v Africe a jižní Asii. Z druhu Cyamopsis tetragonoloba je získávána guarová guma a lusky slouží jako potravina. Pěstuje se zejména v Indii.

## Popis
Zástupci rodu cyamopsis jsou jednoleté byliny. Odění rostlin se skládá z přitisklých trichomů ve tvaru T. Listy jsou nejčastěji trojčetné, řidčeji jednolisté nebo lichozpeřené, na okraji většinou pilovité. Palisty jsou šídlovité až čárkovité. Květy jsou motýlovité, uspořádané v úžlabních hroznech. Kalich je pětizubý. Koruna je nažloutlá, žlutá nebo růžová. Tyčinek je 10, jsou jednobratré, s nitkami spojenými v trubičku. Semeník je přisedlý. Lusky jsou zploštělé, hranaté, na konci protažené v zoban.

## Rozšíření
Rod cyamopsis obsahuje celkem 5 druhů. Je rozšířen v Africe a v jižní Asii. Většina druhů roste v jihozápadní části Afriky, jeden druh (Cyamopsis senegalensis) přesahuje do oblasti Somálska a Arábie. Druh Cyamopsis tetragonoloba není znám z divoké přírody, za oblast původu je považována Indie.
Zástupci tohoto rodu rostou nejčastěji v suché tropické keřové vegetaci, savanách, podél řek a na otevřených písčitých či skalnatých stanovištích.

## Přehled druhů
- Cyamopsis dentata
- Cyamopsis senegalensis
- Cyamopsis serrata
- Cyamopsis tetragonoloba[5]

## Význam
Ze semen Cyamopsis tetragonoloba je získávána tzv. guarová guma, používaná jako zahušťovadlo v potravinářství, dále jako lepidlo v papírenském a textilním průmyslu a využití má i v kosmetice. Druh je pěstován v různých tropických zemích, zejména v Indii. Lusky jsou používány jako potravina. Některé druhy cyamopsis slouží jako píce či na seno, zejména Cyamopsis tetragonoloba a Cyamopsis senegalensis.

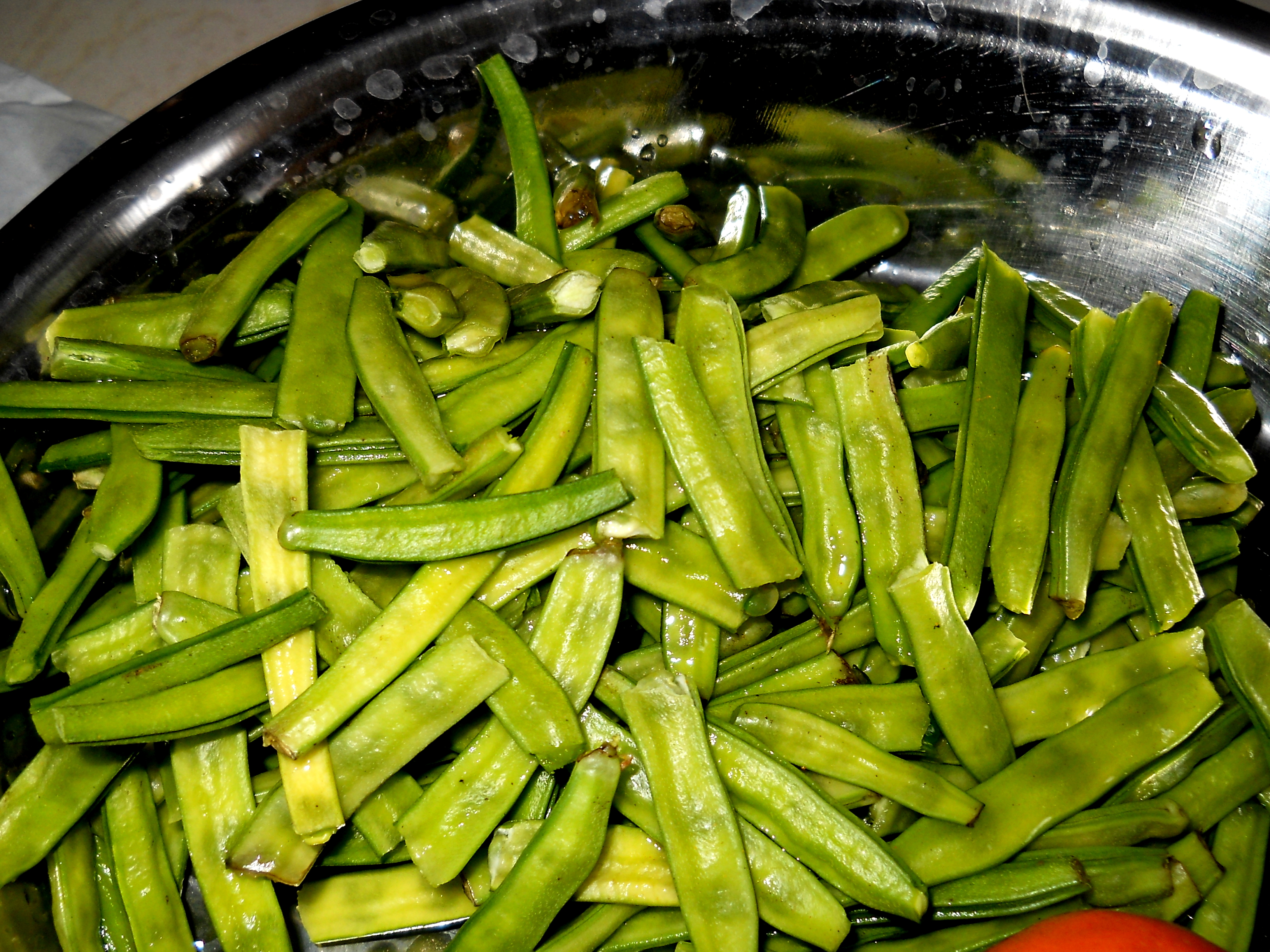
Lusky Cyamopsis tetragonoloba
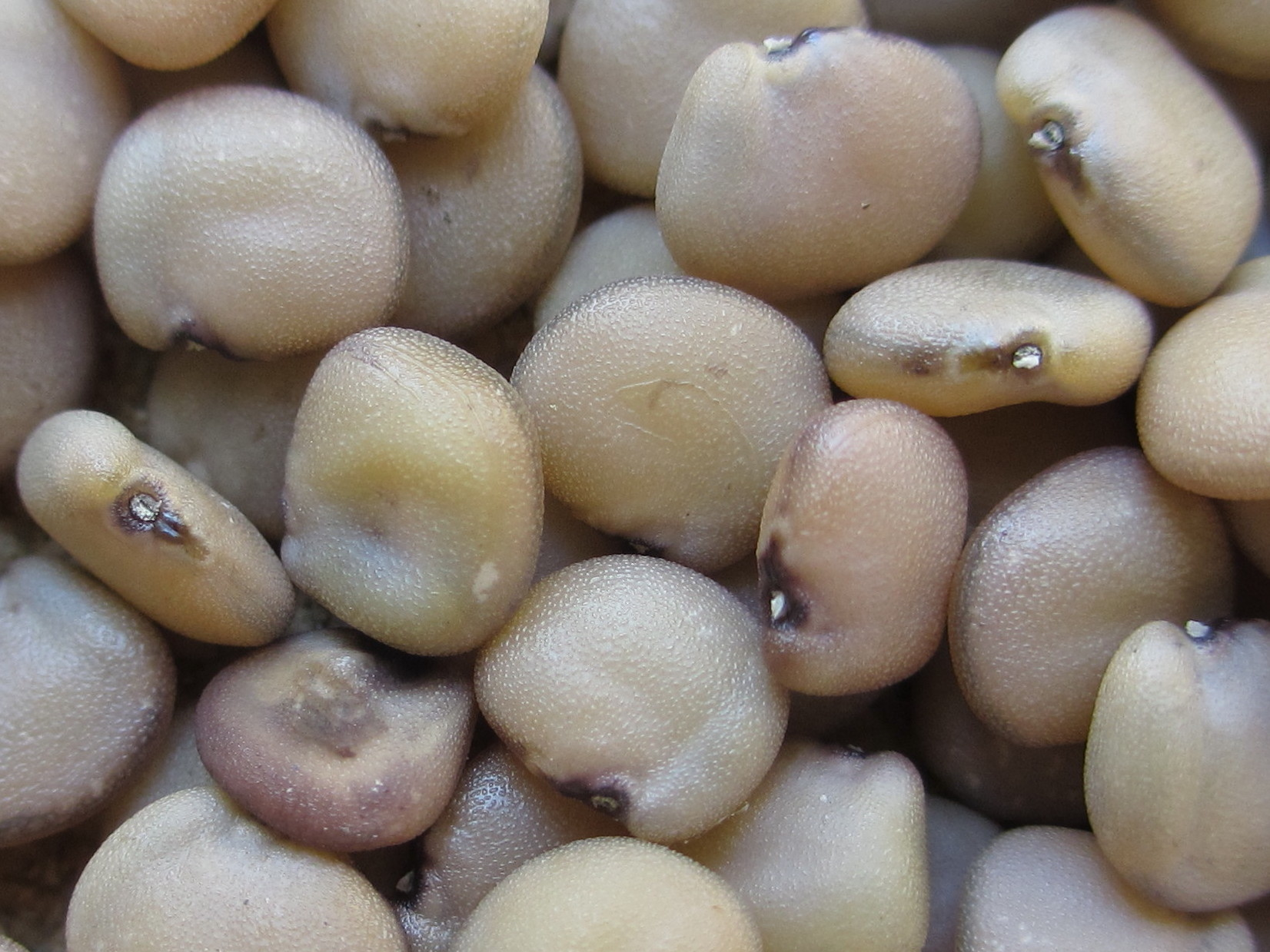
Semena Cyamopsis tetragonoloba
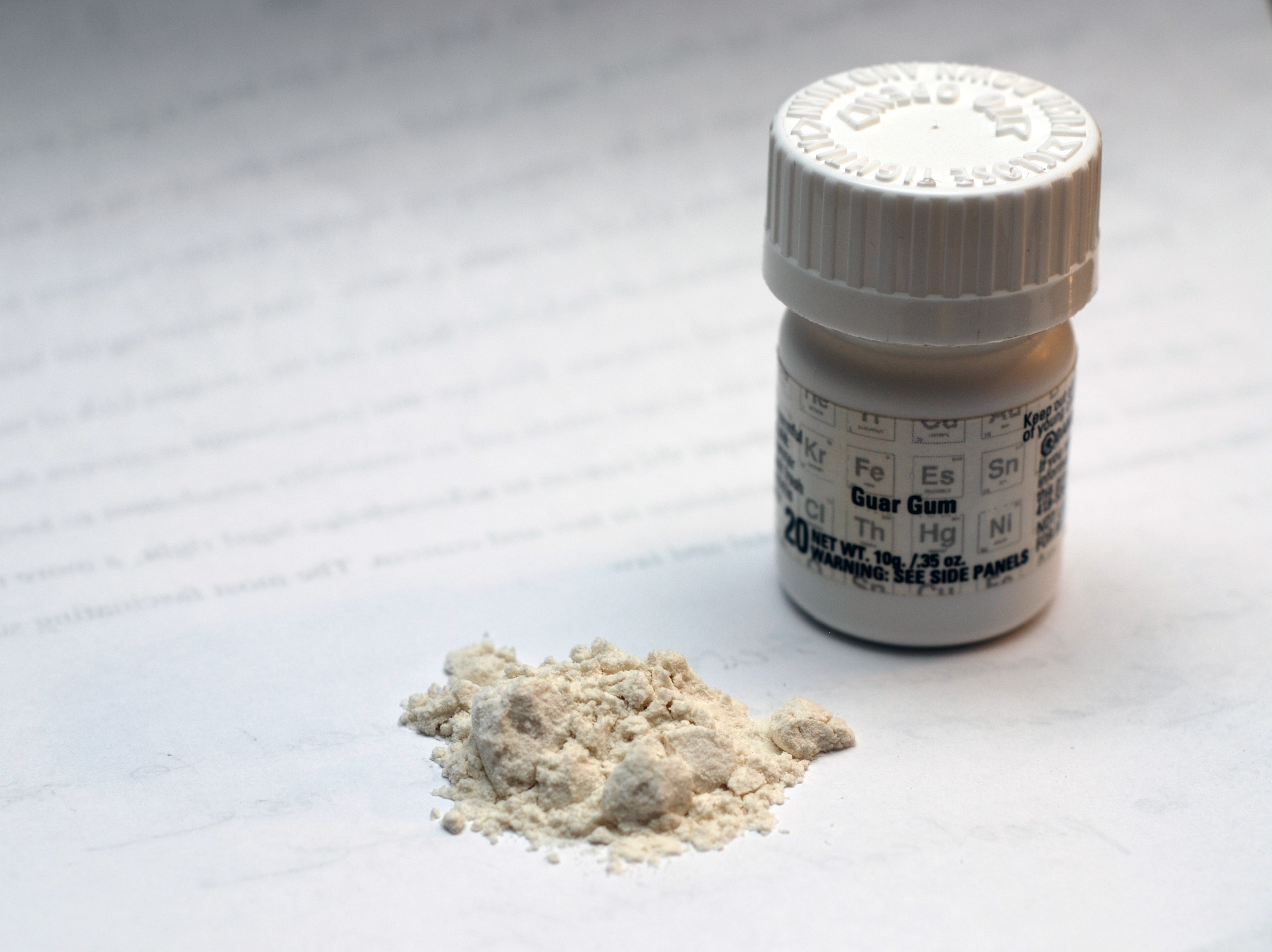
Guarová guma